# ممدی یولا
ممدی یولا (انگلیسی: Mamady Youla؛ زادهٔ ۱۹۶۱ (۶۳–۶۴ سال)) سیاست‌مدار اهل گینه است. وی از ۲۹ دسامبر ۲۰۱۵ تا ۲۴ مه ۲۰۱۸ نخست‌وزیر گینه بود.